# Malika Kanthong
Malika Kanthong est une joueuse thaïlandaise de volley-ball née le 8 janvier 1987 à Bangkok. Elle mesure 1,77 m et joue au poste d'attaquante. Elle totalise 40 sélections en équipe de Thaïlande.

## Clubs
| Club              | De        | À         |
| ----------------- | --------- | --------- |
| Ereğli Belediye   | 2008-2009 | 2009-2010 |
| Federbräu         | 2010-2011 | 2010-2011 |
| Chang Club        | 2011-2012 | 2011-2012 |
| İqtisadçı VK      | 2012-2013 | 2012-2013 |
| Jakarta Pertamina | 2013-2014 | 2013-2014 |
| Nakhonnon 3BB     | 2014-2015 | 2014-2015 |
| Azəryol VK        | 2015-2016 | 2015-2016 |
| Azerrail Bakou    | 2016-2017 | …         |

## Palmarès

### Équipe nationale
- Championnat d'Asie et d'Océanie
  - Vainqueur : 2009, 2013.

### Clubs
- Championnat AVC des clubs
  - Vainqueur : 2009, 2010, 2011.
- Championnat d'Azerbaïdjan
  - Finaliste : 2013.

### Distinctions individuelles
- World Grand Champions Cup féminine 2009: Meilleure serveuse.